# Strzelec pokładowy

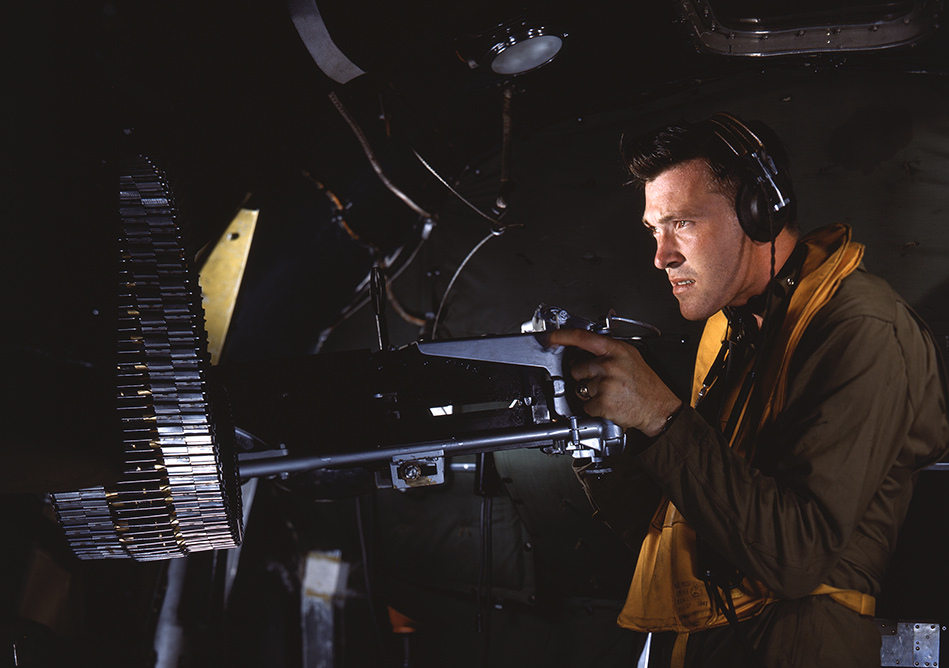
Boczny strzelec pokładowy samolotu Boeing B-17 Flying Fortress

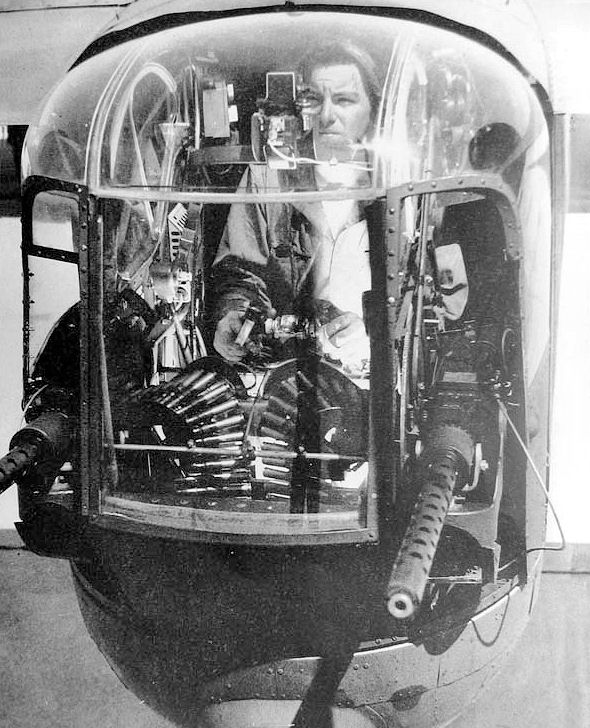
Tylny strzelec pokładowy samolotu Consolidated B-24 Liberator

Strzelec pokładowy – członek (z reguły podoficer lub szeregowy) załogi statku powietrznego specjalnie wyszkolony w strzelaniu z samolotu znajdującego się w powietrzu. Strzelec pokładowy podczas obu wojen światowych obsługiwał lotniczy karabin maszynowy w czasie walki powietrznej. 
17 sierpnia 1951 minister obrony narodowej PRL marszałek Konstanty Rokossowski dla wyróżniających się strzelców pokładowych wprowadził odznakę „Wzorowy Strzelec Pokładowy”.

## Strzelcy pokładowi
- Franciszek Bay (1898–1942)
- Charles Bronson (1921–2003)
- Sydney Carlin (1889–1941) – angielski as myśliwski
- Aleksander Danielak (1919–1972)
- Omer Paul Demeuldre (1892–1918) – francuski as myśliwski
- Brunon Godlewski (1924–1989)
- Alfred Kleniewski (1918–1942)
- Władysław Łapot (1909–2010) – kawaler Virtuti Militari
- Stanisław Malczyk (1916–1944) – kawaler Virtuti Militari
- Joseph McCarthy (1908–1957) – amerykański senator → Makkartyzm
- Walter Michael Miller (1923–1996)
- Andrew Mynarski (1916–1944)
- Andrijan Nikołajew (1929–2004) – Lotnik Kosmonauta ZSRR
- Walerian Sosiński (1919–2008) – kawaler Virtuti Militari
- Jan Stangryciuk-Black (1922–2023) – tylny strzelec pokładowy w bombowcach Avro Lancaster
- Leonid Teliga (1917–1970)
- Aleksander Zejdler (1907–1977) – 4 września 1939 zestrzelił samolot Messerschmitt Bf 109